# Визельхюфер, Йозеф
Йозеф Визельхюфер (род. 5 апреля 1951, Виккеде, Северный Рейн-Вестфалия) — немецкий историк-антиковед, действительный профессор Древней истории (Отдела классической античности) Кильского университета. Является видным экспертом в области истории доисламской Персии и контактов греческой и римской культур на древнем Ближнем Востоке. Одна из его самых знаменитых публикаций — «Древняя Персия с 550 года до н.э по 650 год н.э» (Лондон — Нью-Йорк, 2001 )